# غل تبة خير أباد
غل‌ تبة خير أباد هي قرية في مقاطعة ميانة، إيران. عدد سكان هذه القرية هو 88 في سنة 2006.